# Valö (ö i Björkern)
Valö är en ö i sjön Björkern, Kinda kommun, Östergötlands län. Det är en festplats av folkparkskaraktär som funnits sedan 1950-talet. Publikrekordet sattes pingstafton 1960 då 3 400 personer gästade Valö. På senare år hålls det några fester och spelningar varje år och sommarservering med fika och smörgåsar. En spelmansstämma, Valö Folk, arrangerades på ön 2009, 2010 och 2011. Sommaren 2013 arrangerades evenemanget Valö Rock med lokala artister och band. Även spelningar med kända artister ordnas, bland annat 2012 med Mikael Wiehe och 2013 med Mats Ronander.